# Virgínia Schall
Virgínia Torres Schall (née à Montes Claros, le 2 juin 1954, et morte à Belo Horizonte, le 29 avril 2015) est une chercheuse et écrivaine brésilienne.

## Biographie
Elle travaille à l'Institut Oswaldo Cruz, à Belo Horizonte et à Rio de Janeiro.
Elle est aussi écrivaine et poétesse pour enfants.
Elle est reconnue à la fois pour son activité littéraire et pour son travail de diffusion scientifique.
Virgínia Schall est diplômée en psychologie de l'Université pontificale catholique de Minas Gerais (1978). Elle obtient sa maîtrise en physiologie à l'Université fédérale du Minas Gerais (1980) et son doctorat en éducation à l'Université pontificale catholique de Rio de Janeiro (1996),.

## Distinctions
- 1990 : Prix José Reis de diffusion scientifique et technologique[3].